# Merrill (Wisconsin)
Merrill is een plaats (city) in de Amerikaanse staat Wisconsin, en valt bestuurlijk gezien onder Lincoln County.

## Demografie
Bij de volkstelling in 2000 werd het aantal inwoners vastgesteld op 10.146. In 2006 is het aantal inwoners door het United States Census Bureau geschat op 9897, een daling van 249 (-2,5%).

## Geografie
Volgens het United States Census Bureau beslaat de plaats een oppervlakte van 19,5 km², waarvan 18,2 km² land en 1,3 km² water. Merrill ligt op ongeveer 386 m boven zeeniveau.

## Plaatsen in de nabije omgeving
De onderstaande figuur toont nabijgelegen plaatsen in een straal van 32 km rond Merrill.